# سرتنغ بردوغادون (كوهمرة خامي)
سرتنغ بردوغادون (بالفارسية: سرتنگ بردگادون) هي قرية تقع في إيران في قسم كوهمرة خامي الريفي. يقدر عدد سكانها بـ 0 نسمة بحسب إحصاء 2016.